# Lentille unipotentielle

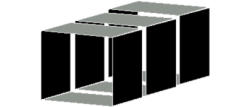
Schéma en perspective sur la lentille Einzel.

Une lentille unipotentielle, ou lentille Einzel, est un dispositif électrostatique destiné à focaliser un faisceau d'ions.
On en utilise dans les méthodes de spectrométrie de masse (dont les SIMS et sondes atomiques tomographiques), dans les implanteurs et les accélérateurs de particules.